# 卢邈
卢邈（？—？），范阳涿（今河北省涿州市）人，西晋司空从事中郎卢谌之孙，后燕营丘郡太守卢偃之子，后燕官员。

## 生平
卢邈在慕容氏后燕担任范阳郡太守，与父亲卢偃都以儒雅著称。当初卢邈的曾祖卢志学习钟繇的书法，祖父卢谌又学习索靖的草书，范阳卢氏从此世世代代传习下去，每一代都有善于书法的名声，世代不改变专业。
多年以后，卢邈的六世孙卢思道与崔儦喝酒后互相调侃，崔儦说：“卢偃和卢邈没有名声。”卢思道反唇相讥说：“你高祖崔灵和与曾祖崔宗伯官位低下。”

## 家族

### 子女
- 卢氏，卢玄姐姐，嫁北魏黄门侍郎、散骑常侍封恺[9][10][11]
- 卢玄，北魏散骑常侍、固安宣侯